# مشاري عبد الله النعيم
مشاري عبد الله النعيم معماري وكاتب سعودي متخصص في نقد المعمار، يكتب مقالاً أسبوعياً في جريدة الرياض السعودية من عام 1997م، وصدر له العديد من المؤلفات في في مجال العمارة من بينها كتاب: (أحاديث الحمراء: رحلة إلى التراث العمراني الأندلسي)، وكتاب (سيرة في التراث العمراني) الذي ألفه بالاشتراك مع الأمير سلطان بن سلمان بن عبد العزيز.

## التعليم
- حاصل على درجة البكالوريوس من جامعة الملك فيصل 1990م.
- حاصل على درجة الماجستير في العمارة من جامعة الملك فيصل 1993م.
- حاصل على درجة الدكتوراه في النقد المعماري من جامعة نيوكاسل أبون تاين عام 1998م.[3]

## العمل
- يعمل أستاذاً للنقد المعماري في كلية العمارة والتخطيط في جامعة الإمام عبد الرحمن بن فيصل في الدمام.[4]
- عمل أستاذاً مشاركاً في قسم العلوم السياسية في جامعة الملك سعود.[5]
- مستشار رئيس الهيئة العامة للسياحة والتراث الوطني للتراث والثقافة.
- الأمين العام لجائزة عبد اللطيف الفوزان لعمارة المساجد.[6]

## المؤلفات
- (العمارة والثقافة دراسات نقدية في العمارة العربية) صدر ضمن سلسلة كتاب الرياض عن مؤسسة اليمامة الصحفية عام 2005.
- (سفر العمران) صدر عن النادي الأدبي بالمنطقة الشرقية 2010.[7]
- (سيرة في التراث العمراني) [بالاشتراك مع الأمير سلطان بن سلمان آل سعود]. صدر عن الهيئة العامة للسياحة والآثار عام 2011. وتغطي فصول الكتاب موضوعات «تتعلق بتطور التنظيمات والتشريعات للمحافظة على التراث العمراني وإيراد نماذج من المحاولات المتعددة من أجل تحويل الأفكار إلى تجارب واقعية مع الدخول بالتفاصيل لأن العمارة تعني على كل الأحوال التفاصيل التي نعيشها...كما اهتم الكتاب بموضوع المحاولات المستمرة التي قام بها الأمير على المستوى الشخصي والمؤسسي من أجل المحافظة على هوية المدينة السعودية».[8]
- (أحاديث الحمراء: رحلة إلى التراث العمراني الأندلسي) صدر عن مؤسسة التراث عام 2013.[9]

## محاضرات
- محاضرة «تأثير النمو العمراني على هوية واحة الأحساء» في ملتقى استدامة الزراعة في واحة الأحساء الذي نظمته اللجنة الزراعية بغرفة الاحساء بالاشتراك مع جامعة الملك فيصل عام 2012.
- محاضرة «تجربتي في التراث العمراني» أقيمت في مركز التراث العمراني بالهيئة العامة للسياحة والتراث الوطني عام 2018.[10]
- محاضرة حول «مدينة جدّة التاريخية» نظمها المركز الإقليمي العربي للتراث العالمي في بالمنامة عام 2018.[11]